# Ernst Ludwig Uray

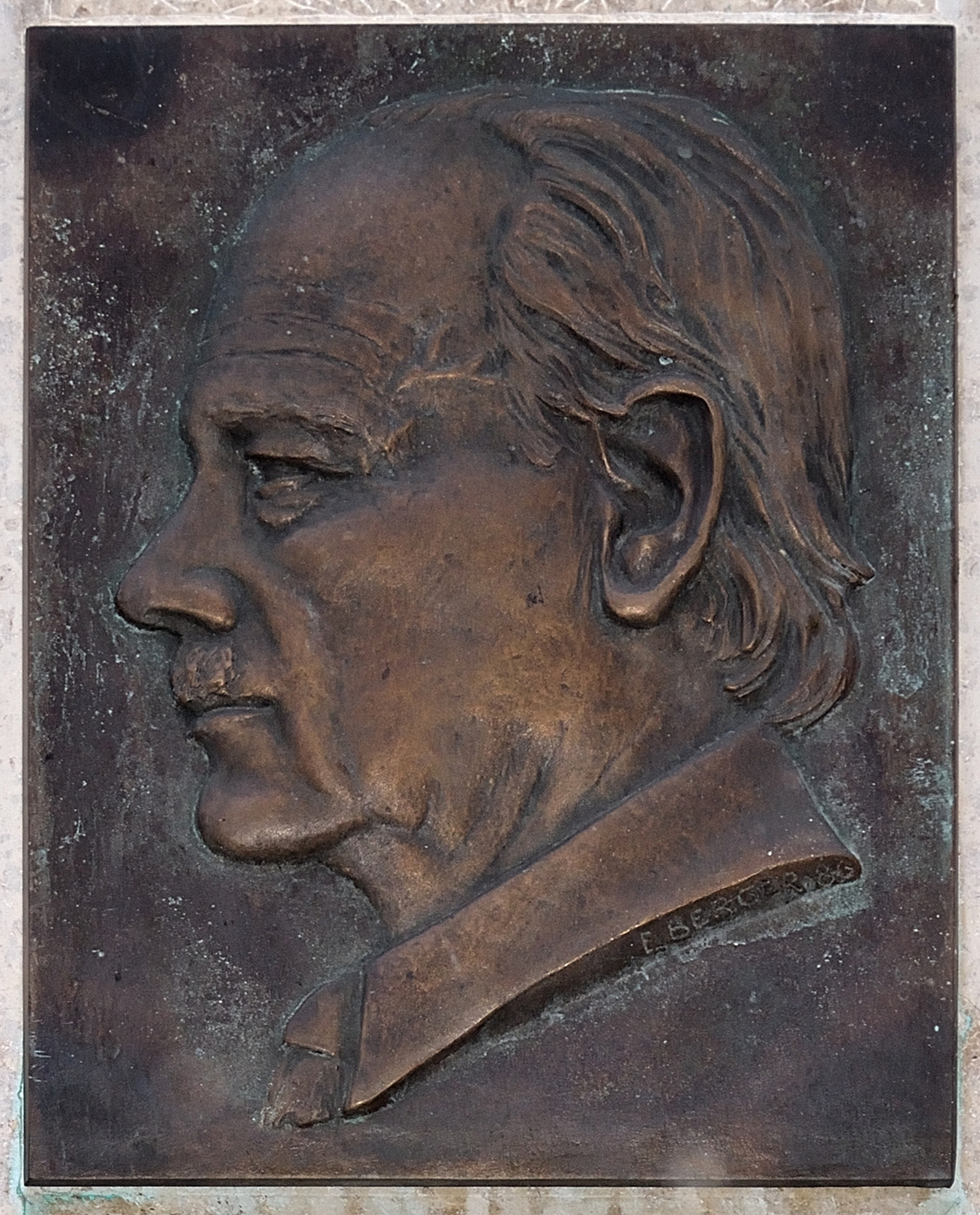
Plaquette van Uray in zijn geboorteplaats Schladming

Ernst Ludwig Uray (Schladming, Stiermarken, 26 april 1906 – Mariapfarr, Tamsweg, 6 april 1988) was een Oostenrijks componist en muziekpedagoog.

## Biografie
Uray studeerde muziek aan de Universität für Musik und darstellende Kunst in Graz onder andere bij Roderich Mojsisovics von Mojsvár en aan de Staatsakademie für Musik in Wenen, waar hij ook leerling was van Joseph Marx, compositie en Franz Schmidt, piano. Na het diploma werd hij muziekreferent bij de Wiener Volksbildungsverein en in 1938 eveneens muziekreferent en verantwoordelijke voor ernstige muziek bij de Radio Verkehrs AG, een Oostenrijkse omroepmaatschappij. Eveneens was hij docent voor muziektheorie aan de Staatsakademie für Musik in Wenen.
Na de Tweede Wereldoorlog kwam hij als hoofd voor ernstige muziek na Radio Graz in die Stiermarken terug. In 1955 werd hij tot professor benoemd. Van 1961 tot 1980 was hij president van de Steirischer Tonkünstlerbund. 
Tot zijn overlijden was hij artistiek leider van de zogenoemde Schladminger Musiksommer.
Zijn geboortestad Schladming heeft de muziekschool naar hem benoemd: Ernst-Ludwig-Uray-Musikschule der Stadt Schladming.
Als componist schreef hij werken voor orkest, harmonieorkest, kamermuziek en vooral ook liederen.

## Composities

### Werken voor orkest
- 1937 - Tanzstück, voor orkest
- 1941 - Duo, voor twee violen en strijkorkest
- 1942 - Wiener Ballettwalzer, voor orkest
- 1955 - Lyrisches Andante, voor viool, cello en orkest
- 1965 - Concertante muziek, voor altviool, piano en orkest
- 1966 - Schladminger Tänze, voor orkest
- 1968 - Concerto grosso, voor strijkorkest
- 1975 - Concert, voor trompet en orkest
- Intrada, voor orkest
- Symfonie, voor orkest
- Ungarische Tänze, voor orkest
- Via Vitae, studies voor orkest

### Werken voor harmonieorkest
- 1977 - Heterogene, voor harmonieorkest

### Cantates, kerkmuziek
- 1935 - Eine Weihnachtskantate, cantate voor spreker, solisten, gemengd koor, klein orkest en orgel
- 1958 - O Jubel, o Freud, glückselige Zeit!, 14 oude herders- en kribbeliederen voor 2 tot 4 stemmig gezang met instrumentale begeleiding
- 1959 - Rabensteiner Schloßkantate, cantate voor verteller, solisten, kinderkoor, gemengd koor en klein orkest

### Kamermuziek
- 1932 - Suite in A groot, voor viool en piano
- 1932 - Sonate in f klein, voor cello en piano
- 1934 - Variationen über eine alte Melodie "O du fröhliche", voor twee violen
- 1934 - Rondo Es-groot, voor fluit en piano
- 1948 - Variaties in f klein, voor viool en piano
- 1957 - Minnelied, variaties voor viool en piano
- 1962 - Musik, voor blazerskwintet
- 1966 - Schladminger Tänze, voor blazerskwintet (fluit, klarinet in Bes, trompet in Bes, hoorn in F, fagot)
- 1967 - Hommage à Johann Strauß, voor blazerskwintet
- 1970 - Fanfare für Fest und Feier, voor twee trompetten en twee trombones
- 1979 - Alpenländische Spielmusik I, voor 2 trompetten, hoorn en trombone
- 1979 - Alpenländische Spielmusik II, voor 2 klarinetten, hoorn en trombone
- Blazerskwintet
- Eine pastorale Abendmusik, voor kamerorkest
- Suite Globale, voor fluit, viool en gitaar

### Werken voor koor
- 1953 - Vier Totenlieder aus St. Lambrecht, voor gemengd koor
- 1959 - Heimatlied "Wenn am Abend spät", voor gemengd koor of mannenkoor
- Mit'm Tanzn hängt's z'samm, voor gemengd koor
- Musik der Nacht, voor mannenkoor

### Vocale muziek
- 1945 - Der Märtyrer Dostojewski, melodram -  tekst: Stefan Zweig
- Bartholomäer Dreigesang
- Du meine Welt, in der ich lebe

### Werken voor piano
- 1947 - Sonata breve I in D groot
- 1951 - Eine melodisch-harmonische Studie
- 1953 - Sonata breve II in e klein
- 1973 - Sonata breve III in F groot "Sonata pastorale"

### Werken voor gitaar
- 1937 - Variationen und Fuge über ein Volkslied "Dat du min Leevsten büst", voor twee gitaren

## Publicaties
- Erwin Schrempf: Werdegang und Schaffen des steirischen Komponisten Ernst Ludwig Uray, Graz, 2002. 577 p.

- Bibliothèque nationale de France: cb16436424v (data)
- Gemeinsame Normdatei: 11731384X
- International Standard Name Identifier: 0000 0001 1461 6162
- Library of Congress Control Number: n84041018
- Nationale Bibliotheek van Tsjechië: mzk2015868534
- Nationale bibliotheek van Australië: 35692557
- Nationale Bibliotheek van Israël: 987007299483405171
- Nederlandse Thesaurus van Auteursnamen: 29612396X
- Réseau des bibliothèques de Suisse occidentale: 02-A003922569
- Système universitaire de documentation: 115588078
- Trove: 1045016
- Virtual International Authority File: 64780902
- WorldCat: E39PBJk4DQyR4FFrc7Kc7JtR8C